# Gézaincourt
Gézaincourt (picardisch: Zincourt) ist eine nordfranzösische Gemeinde mit 399 Einwohnern (Stand 1. Januar 2022) im Département Somme in der Region Hauts-de-France. Die Gemeinde gehört zum Kanton Doullens und ist Teil der Communauté de communes du Territoire Nord Picardie.

## Geographie
Die rund drei Kilometer südwestlich von Doullens und nordwestlich der Départementsstraße D49 sowie an der ehemaligen Bahnstrecke von Amiens nach Doullens am Bach Gézincourtoise gelegene Gemeinde schließt unmittelbar südwestlich an Doullens an. Zu Gézaincourt gehört der Ortsteil Bagneux.

## Einwohner
| 1962 | 1968 | 1975 | 1982 | 1990 | 1999 | 2006 | 2010 |
| ---- | ---- | ---- | ---- | ---- | ---- | ---- | ---- |
| 485  | 505  | 497  | 470  | 476  | 466  | 443  | 404  |

## Verwaltung
Bürgermeister (maire) ist seit 2001 Alain Chevalier.

## Persönlichkeiten
- Marie Louise Françoise Blin de Bourdon (Mère Saint-Joseph), französische Nonne, geboren in Gézaincourt 1757
- François-Casimir-Fulgence Carpentier, Philosoph und Ritter der Ehrenlegion, geboren 1700 in Gézaincourt.